# Pszczoła miodna

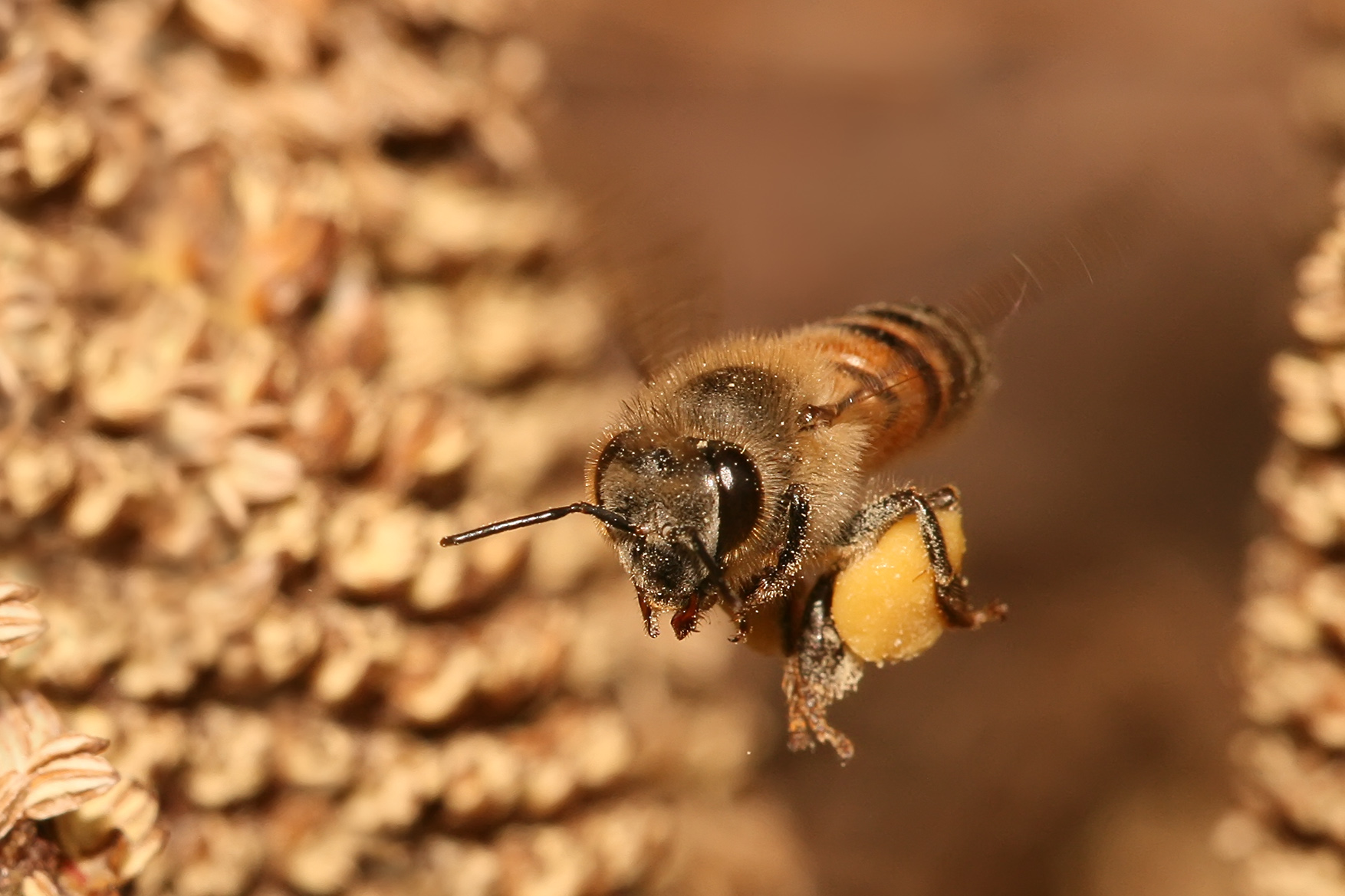
Pszczoła miodna niosąca pyłek

Pszczoła miodna (Apis mellifera) – gatunek owada błonkoskrzydłego z rodziny pszczołowatych (Apidae).
Pszczoły miodne zbierają nektar i pyłek kwiatów, który jest ich pożywieniem i zapylają rośliny owadopylne (np. drzewa owocowe, rzepak). Rośliny, które dostarczają pszczołom surowca do produkcji miodu są nazywane miododajnymi. Do produktów pszczół miodnych należą: miód, wosk, mleczko pszczele, kit pszczeli, jad pszczeli i pierzga. Pszczoła unosi się w powietrzu dzięki pracy dwóch par skrzydeł zbudowanych z przezroczystej błony. Na trzeciej parze odnóży znajdują się koszyczki służące do przenoszenia pyłku. Narządy rozrodcze samic uległy modyfikacji, w której wyniku powstał narząd obronny – żądło. Znajduje się ono na końcu odwłoka i może zostać przez zagrożonego owada wprowadzone do ciała innego zwierzęcia. Żądlenie bezkręgowców o miękkim ciele nie przynosi żądlącej pszczole większych szkód, natomiast użądlenie większego zwierzęcia (kręgowca) kończy się śmiercią pszczoły.
Błędnie uważa się, że królowe-matki nie posiadają żądła – używają go jednak tylko do walk z innymi matkami (dlatego nie żądlą np. trzymających je pszczelarzy). Jad pszczeli może powodować obrzęk, ale jest niebezpieczny tylko dla osób uczulonych lub w przypadku wielu użądleń (dla dorosłego zdrowego człowieka zagrożenie życia występuje przy około stu użądleniach).

## Struktura społeczna

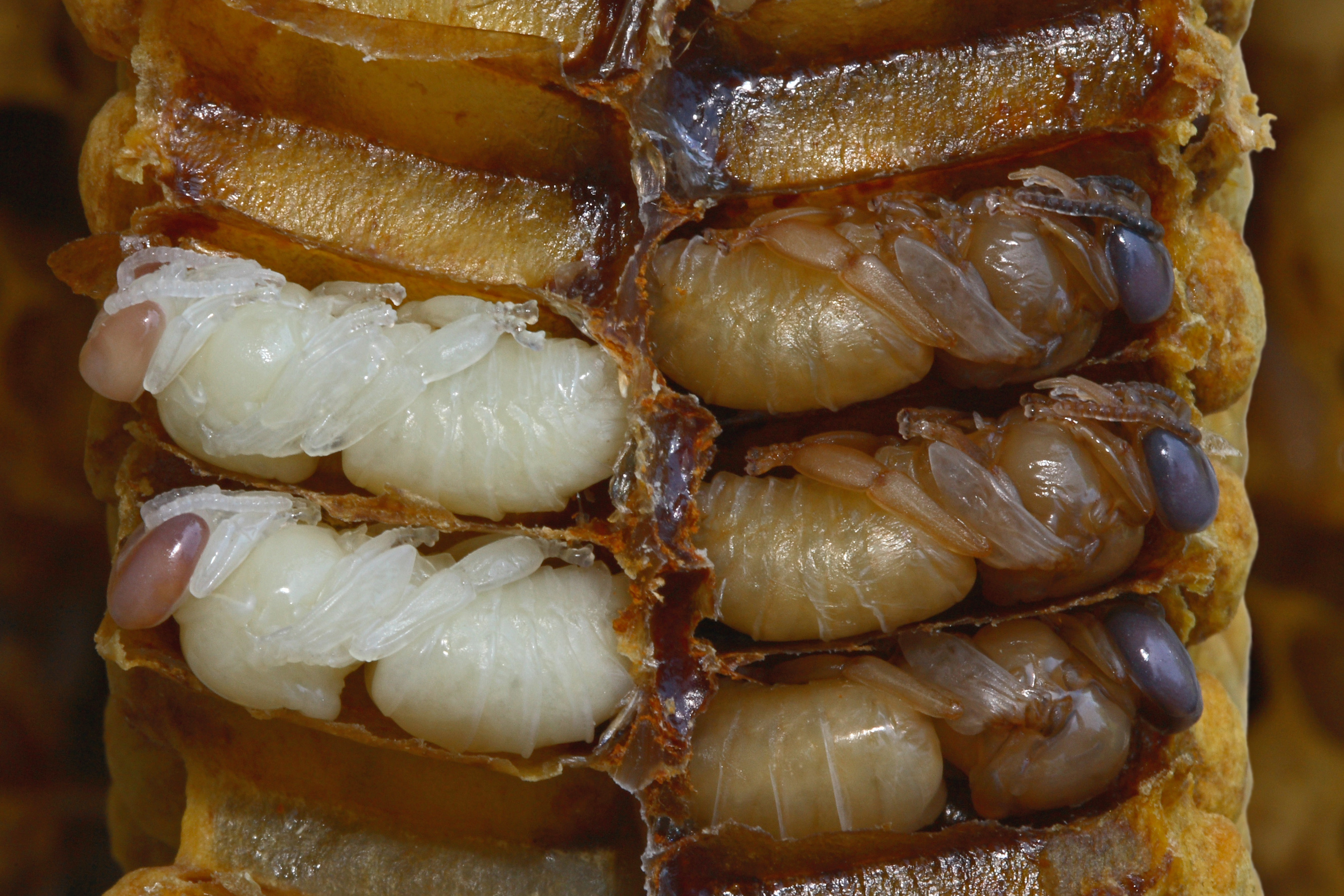
Poczwarki pszczoły miodnej

Rój pszczeli składa się z królowej-matki, robotnic oraz trutni. Każda rodzina buduje gniazdo złożone nawet z 50 tysięcy osobników. Matka i robotnice są diploidalne, podczas gdy trutnie są osobnikami haploidalnymi. Pszczoły przechodzą przeobrażenie zupełne, co znaczy z jaj wylęgają się larwy (czerw), a te przekształcają się w nieruchomą poczwarkę. Dopiero z poczwarki (która kształtem przypomina dorosłą pszczołę) wykluwa się postać dorosła – imago. Z jaj diploidalnych, które składa tylko matka, wylęgają się samice. W zależności od sposobu odżywiania z larw wyrastają albo robotnice, albo królowe-matki. Matka może też składać jaja niezapłodnione, z których wylęgają się samce. Zjawisko to, zwane dzieworództwem, opisał jako pierwszy u pszczół Jan Dzierżon w XIX w. Larwy są karmione miodem (który nie zawiera substancji białkowych) i mleczkiem (zawierającą białko wydzieliną gruczołów ślinowych) oraz papką miodowo-pyłkową. Larwy, które mają się przeistoczyć w robotnice i samce, karmione są mleczkiem tylko 3 dni, natomiast larwy-królowe karmione są mleczkiem do samego przeistoczenia w poczwarkę. 
W pewnych okolicznościach robotnice mogą składać jaja, jednakże są one niezapłodnione, ponieważ zbiorniczek nasienny niezbędny do zapłodnienia wewnętrznego jaj jest u nich niedorozwinięty. Z jaj złożonych przez robotnice wylęgają się samce. Robotnica składająca jaja nazywana jest trutówką. Robotnice podgatunku capensis mogą składać również diploidalne jaja, z których wylęgają się samice. Jaja te powstają na drodze telitokii, poprzez zlanie się dwóch produktów mejozy. 
Po 3 dniach z jaj wylęgają się larwy, przepoczwarzają się w matki (po 2 tygodniach), robotnice (po 3 tygodniach) lub trutnie (po prawie 4 tygodniach). Pierwsza wylęgła matka zabija pozostałe, osiąga dojrzałość w wieku ok. 6 dni i odbywa lot godowy, w trakcie którego zostaje unasieniona. Po zakończeniu lotu powraca do gniazda, by zająć miejsce starej matki, która wcześniej opuściła gniazdo i odleciała z częścią robotnic na poszukiwanie nowego gniazda w procesie zwanym rójką. Czasami gniazdo opuszcza z drugim rojem również pierwsza wygryziona młoda matka (nie zabijając wtedy swoich rywalek), wtedy gniazdo przejmuje kolejna wygryziona młoda królowa. Drugi rój opuszczający kolonię, z młodą matką, nazywa się drużakiem; jeśli również druga nowo wygryziona królowa opuści ul, pozostawiając kolonię trzeciej młodej matce, jej rój nazywany jest trzeciakiem. 

### Życie królowej-matki

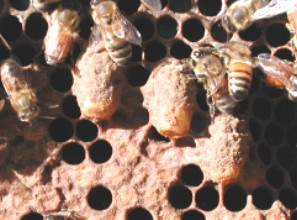
Komórki, w których rozwijają się samice-potencjalne matki, są wyraźnie większe i mają wypukłe wieczka

Królowa ma za zadanie składanie jaj. Aby to było możliwe, jej zbiornik nasienny (spermatheca) musi zostać wypełniony nasieniem. W napełnianiu go bierze udział wiele trutni. Każda matka kopuluje tylko raz w życiu i odbywa się to w trakcie tzw. lotu godowego, który matka pszczela odbywa około 5-8. dnia po wygryzieniu z matecznika. Lot godowy odbywa się w wiosenny, ciepły, bezwietrzny dzień, z reguły między godz. 12 a 18, na wysokości nawet do kilkunastu metrów. Matka wabi trutnie specjalnym zapachem, który posiadają wydzielane przez nią feromony (wyczuwalne dla trutni z odległości około 100 m). Matka kopuluje w powietrzu z 10-30 trutniami. Trutnie bezpośrednio po akcie umierają z powodu wyrwania aparatu kopulacyjnego po zakończonej kopulacji.

### Życie trutnia
Trutnie pojawiają się w ulu tylko na wiosnę. Średnio w ulu jest ich około 2,5 tys. Do czasu lotu godowego pozostają zupełnie bezczynne, nie zbierają pyłku, nie pełnią żadnych funkcji społecznych. Ich jedyną funkcją jest unasiennienie królowej. Odbywa się to w czasie lotu godowego, 6-20 metrów nad ziemią, zwykle w pogodny wiosenny dzień. Te trutnie, które w trakcie lotu zaplemnią królową, giną. Pozostałe przy życiu trutnie pomagają przy ocieplaniu gniazda do pożądanej temperatury 35 °C aż do wczesnej jesieni. Gdy zaczynają się chłody, są przepędzane i w krótkim czasie giną z głodu i zimna. Żyją około 50 dni.

### Życie robotnicy

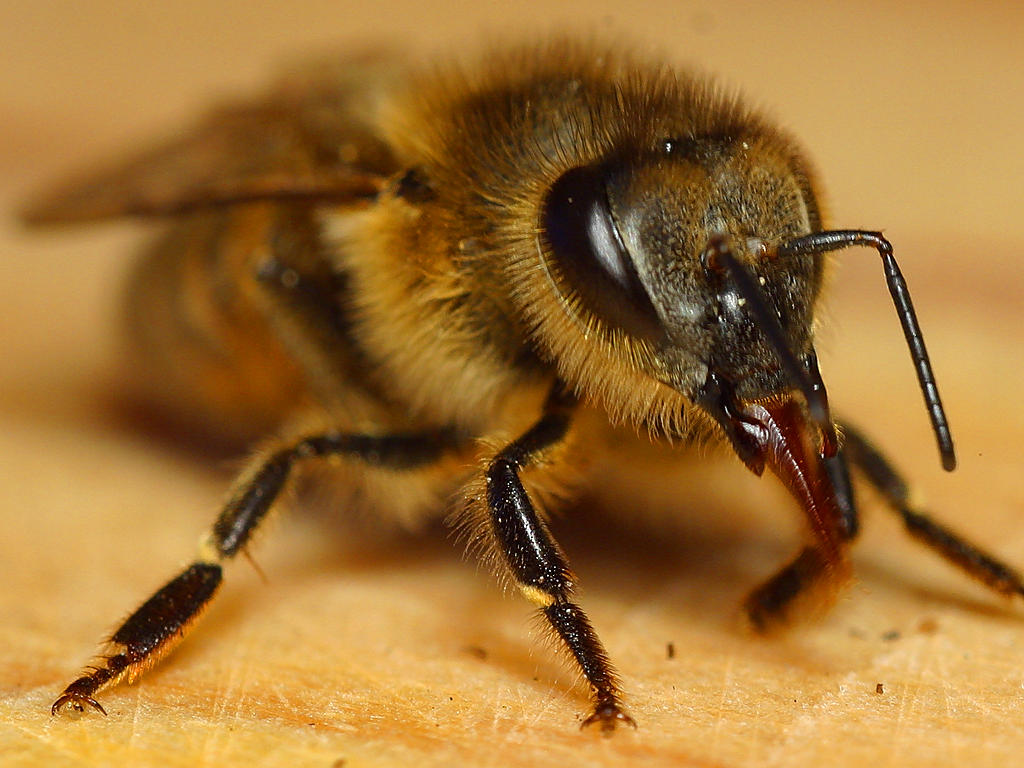
Pszczoła ma aparat gębowy typu gryząco-ssącego

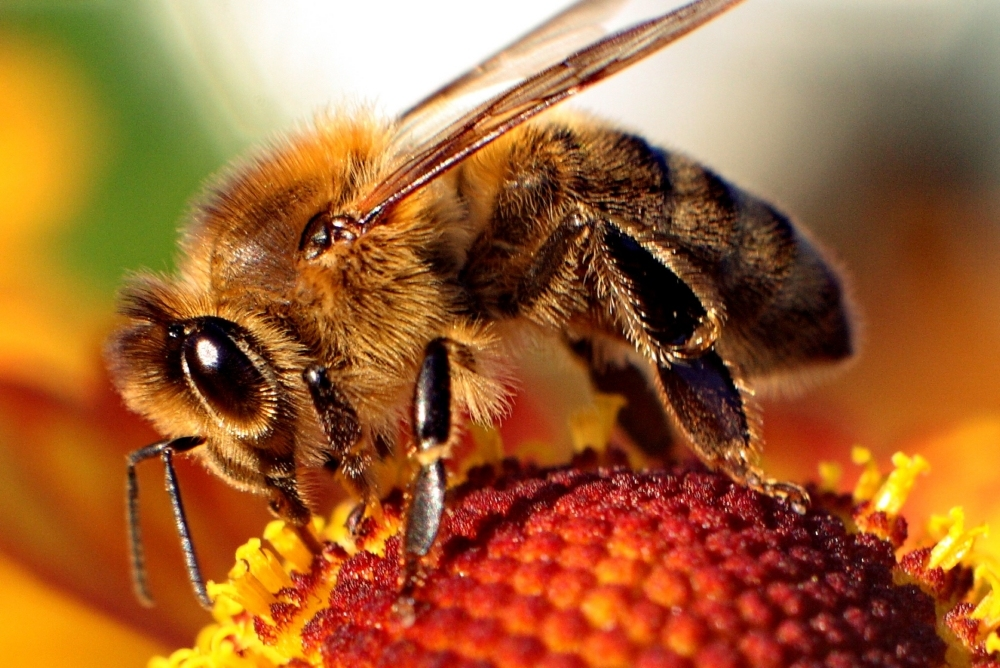
Pszczoła na kwiecie

Robotnice, podobnie jak królowa, są stałymi mieszkańcami ula. Zwykle jest ich około 50 tysięcy. Długość życia robotnicy ulega dość wyraźnym wahaniom, zależnym od pory roku; robotnice wyklute wczesną wiosną i latem żyją przeciętnie 36–40 dni, a przy wytężonej pracy – nie dłużej niż 27 dni. Pszczoły, które wygryzły się jesienią, mogą przeżyć od 6 do 9 miesięcy. Przez całe życie są posłuszne sygnałom chemicznym (feromonom), które wydziela królowa. W sześciokątnych komorach plastra znajduje się średnio 6 tys. jaj, 9 tys. larw i 20 tys. poczwarek. Pszczoły w tych stadiach rozwojowych są dokarmiane i obsługiwane (czyszczone) przez dorosłe robotnice. Do podstawowych funkcji robotnic należą:
- czyszczenie komórek, do których królowa składa jaja.
- pielęgnowanie larw.
- wypacanie wosku i budowa plastrów.
- odbieranie nektaru od robotnic-zbieraczek.
- stróżowanie u wejścia.
- wentylowanie ula.
- zbieranie pokarmu (nektaru, pyłku) i wody.

Zaraz po przepoczwarzeniu robotnica przystępuje do pracy. W zależności od przydzielonej akurat funkcji może się ona zajmować pielęgnowaniem gniazda lub jego obroną, czy też pracami porządkowymi. Szczególną rolę pełnią pszczoły zbieraczki. Ich zadanie polega na wędrowaniu po okolicy i poszukiwaniu kwiatów nektarowych i pyłkodajnych. Odnalezione pożywienie rozprowadzane jest sprawiedliwie wśród mieszkańców gniazda. Zbieraczki z substancji zawartych w pożywieniu produkują miód oraz wosk. Miód jest gromadzony w plastrach zbudowanych z sześciokątnych woskowych komórek. Wosk jest materiałem budulcowym. Dojrzały miód zawiera maksymalnie ok. 18% wody (powyżej 20% zawartości wody miód fermentuje i nie nadaje się do zbioru) i jest poszywany pokrywką z wosku. Pszczoły gromadzą miód jako zapas pożywienia pozwalający rojowi na przetrwanie okresu braku żywności. 

#### Pszczoła zbieraczka

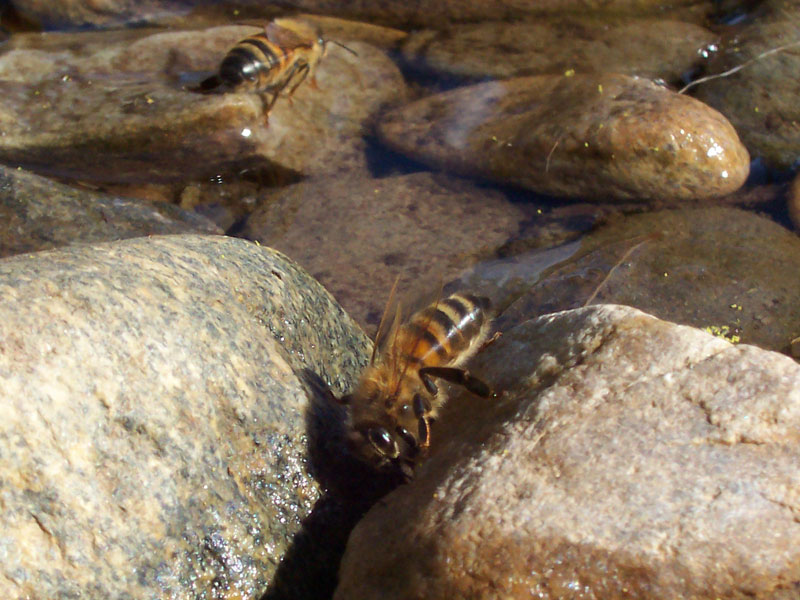
Pszczoły pijące wodę

Robotnica zostaje zbieraczką około 21. dnia życia. Każda pszczoła zbieraczka obiera sobie tylko jeden rodzaj kwiatów i do gniazda znosi tylko jeden rodzaj pożytku. Każda pszczoła w trakcie poszukiwania pożytku odżywia się miodem, którego zapas zgromadziła w wolu przed opuszczeniem ula. 

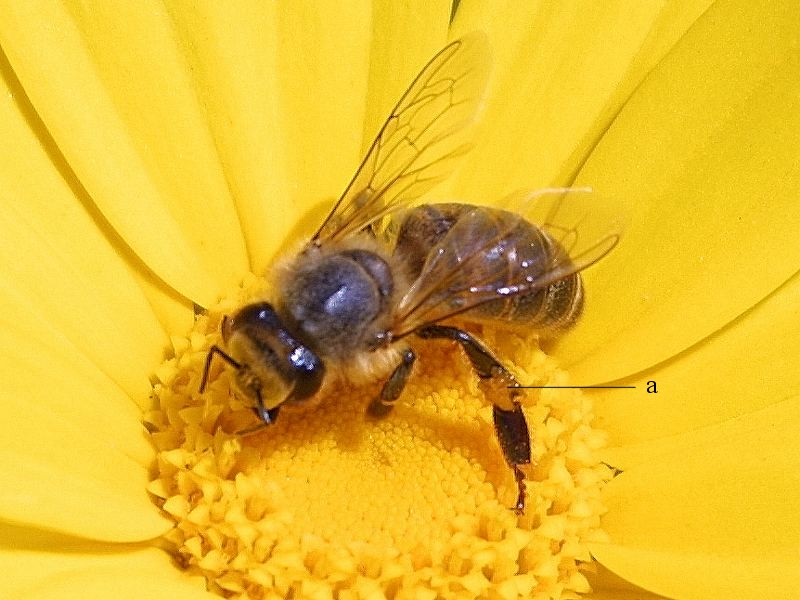
Pszczoła zbierająca pyłek. (a – koszyczek z pyłkiem)

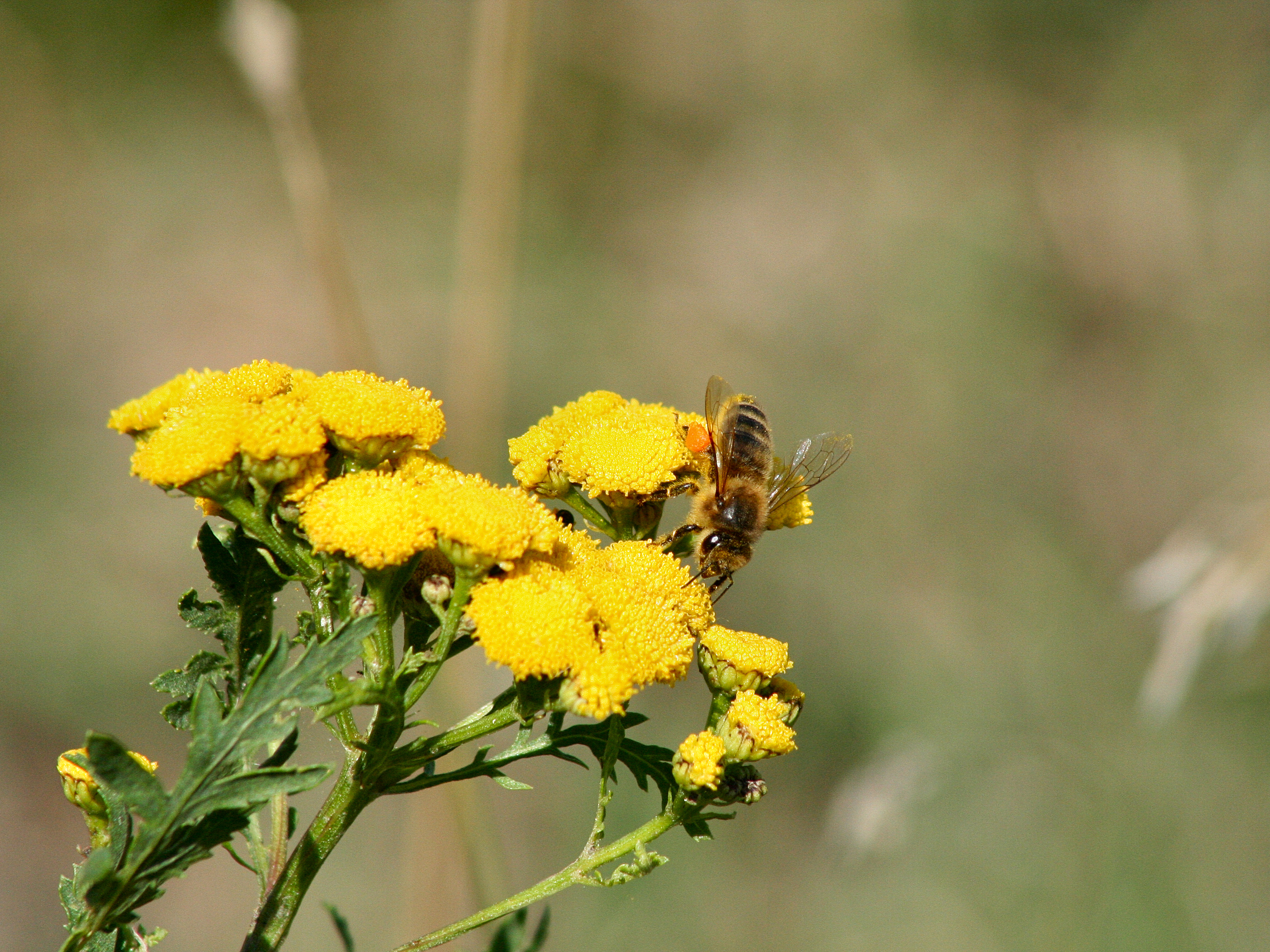
W koszyczku widać sporo pomarańczowego pyłku

Pszczoły znoszące do ula pyłek rozdzierają pylniki kwiatów żuwaczkami i zlepiają ziarna pyłku w kulkę miodem, którego zapas zabrały do wola przed opuszczeniem gniazda. W górnym członie tylnych odnóży znajduje się tzw. koszyczek, do którego pszczoła przesuwa pyłkowe kulki. Gdy koszyczki na obu odnóżach napełnią się i zaczynają wyglądać jak wypchane siatki z zakupami, pszczoła wraca do ula i oddaje pożytek pszczole magazynierce. Zawartość koszyczka (obnóże) ulega fermentacji i przekształca się w pierzgę, która jest jednym z głównych pokarmów młodych pszczół.

##### Zbieraczki nektaru
Nektar to przysmak wielu owadów. To słodki, aromatyczny i bogaty w składniki mineralne płyn wydzielany przez miodniki kwiatów. Pszczoła zasysa go, wpuszczając w głąb kwiatu trąbkę o długości około 6 mm. Nektar gromadzony jest w wolu, które jest tak pojemne, że aby je wypełnić, pojedyncza zbieraczka musi odwiedzić około tysiąca kwiatów. Jeszcze w trakcie lotu powrotnego rozpoczyna się produkcja miodu – enzymy wydzielane do wola rozkładają cukry.

##### Tańczące pszczoły
Niezwykle interesującym fenomenem życia społecznego pszczół miodnych jest specjalny taniec sygnalizacyjny, który pszczoła zbieraczka odbywa w gnieździe po odkryciu nowego źródła pożytku. Jeśli znajduje się ono blisko, pszczoła tańczy zataczając koło. Jeśli dalej (10-40 m) – tańczy po linii tworzącej półksiężyc. Jeszcze dalsze źródło pożytku sygnalizowane jest ósemkami. Krzywe i kąty, które „rysuje” w tańcu zbieraczka, są dodatkowymi informacjami o położeniu źródła pożytku w stosunku do słońca. Rodzaj podrygów informuje o skali trudności przedsięwzięcia.

### Funkcjonowanie rodziny pszczelej jako całości

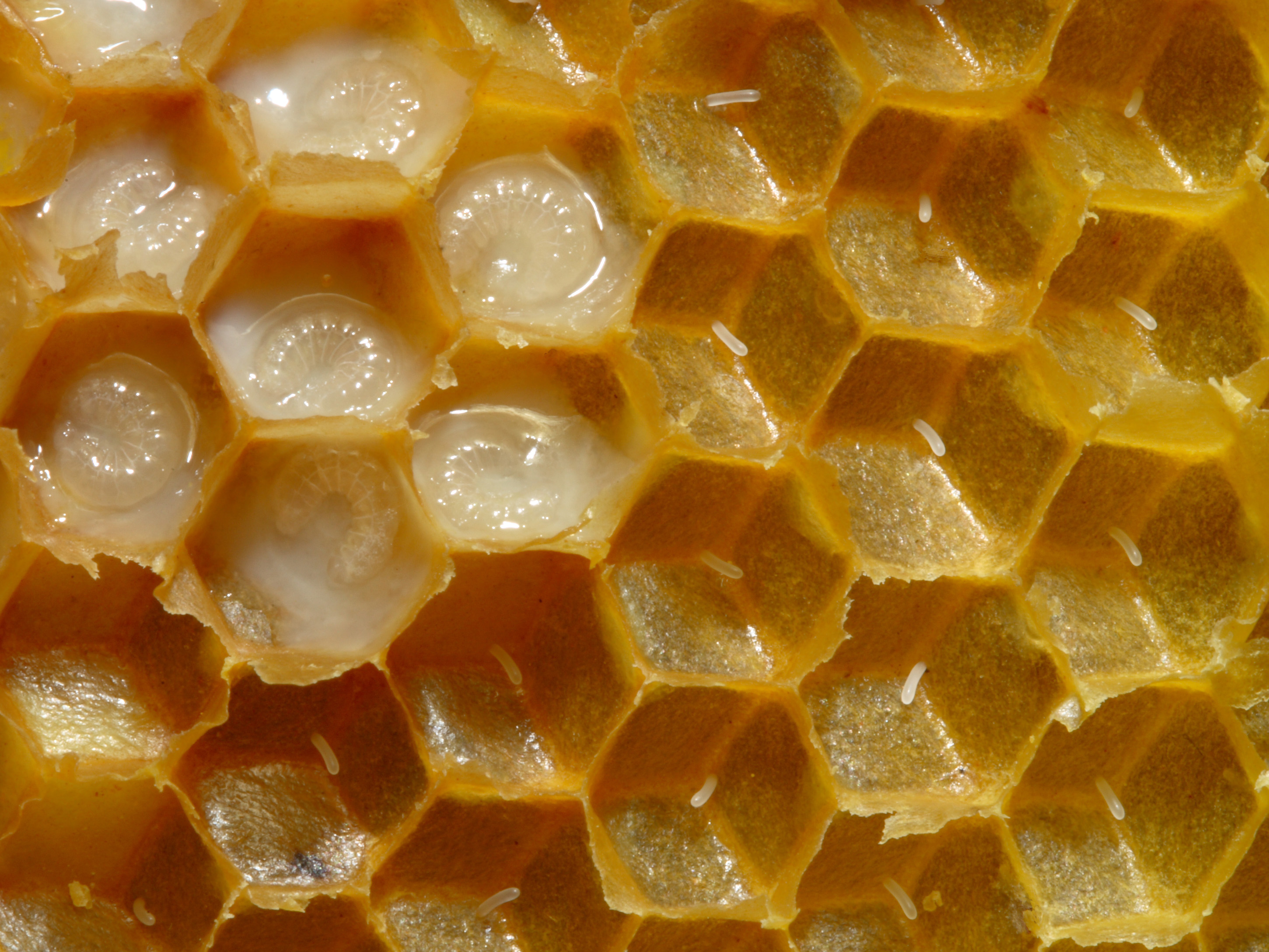
Jaja i larwy

Jedyną funkcją matki, poza składaniem jaj, jest wytwarzanie feromonów zachęcających robotnice do opieki nad matką oraz określających chemiczną identyfikację roju. Dzięki substancjom wydzielanym przez królową, każda pszczela rodzina ma pewien charakterystyczny zapach. Pozwala on robotnicom rozpoznawać członków własnej społeczności. Jeżeli w gnieździe pojawi się pszczoła z innej rodziny, może zostać zabita. Przeżyje, jeśli przyniosła nektar bądź pyłek. Również młoda pszczoła, która jeszcze nie nabyła zapachu własnego roju, może przeżyć. Organizacja pracy roju opiera się na przekazywaniu sygnałów feromonowych pomiędzy robotnicami. 
Pszczele społeczeństwo może istnieć wiele lat, również w klimacie umiarkowanym, ponieważ matka i robotnice mogą w ulu przezimować. Samce przed zimą są z ula siłą wypraszane i czeka je niechybna śmierć na wygnaniu. Przed zimą robotnice gromadzą zapasy, a zimą nie opuszczają ula. Aktywność pszczół w tym okresie znacznie maleje. Zahamowane zostaje nawet wydalanie odchodów, które gromadzą się w powiększonym w tym okresie rectum. Zimą rodzina jest mniej liczna – nie ma trutni, larw, jaj. Robotnice gromadzą się w kłębie, ogrzewając się wzajemnie i utrzymując wewnątrz kłębu temperaturę 32-36 °C. 

## Pszczoła miodna i środowisko

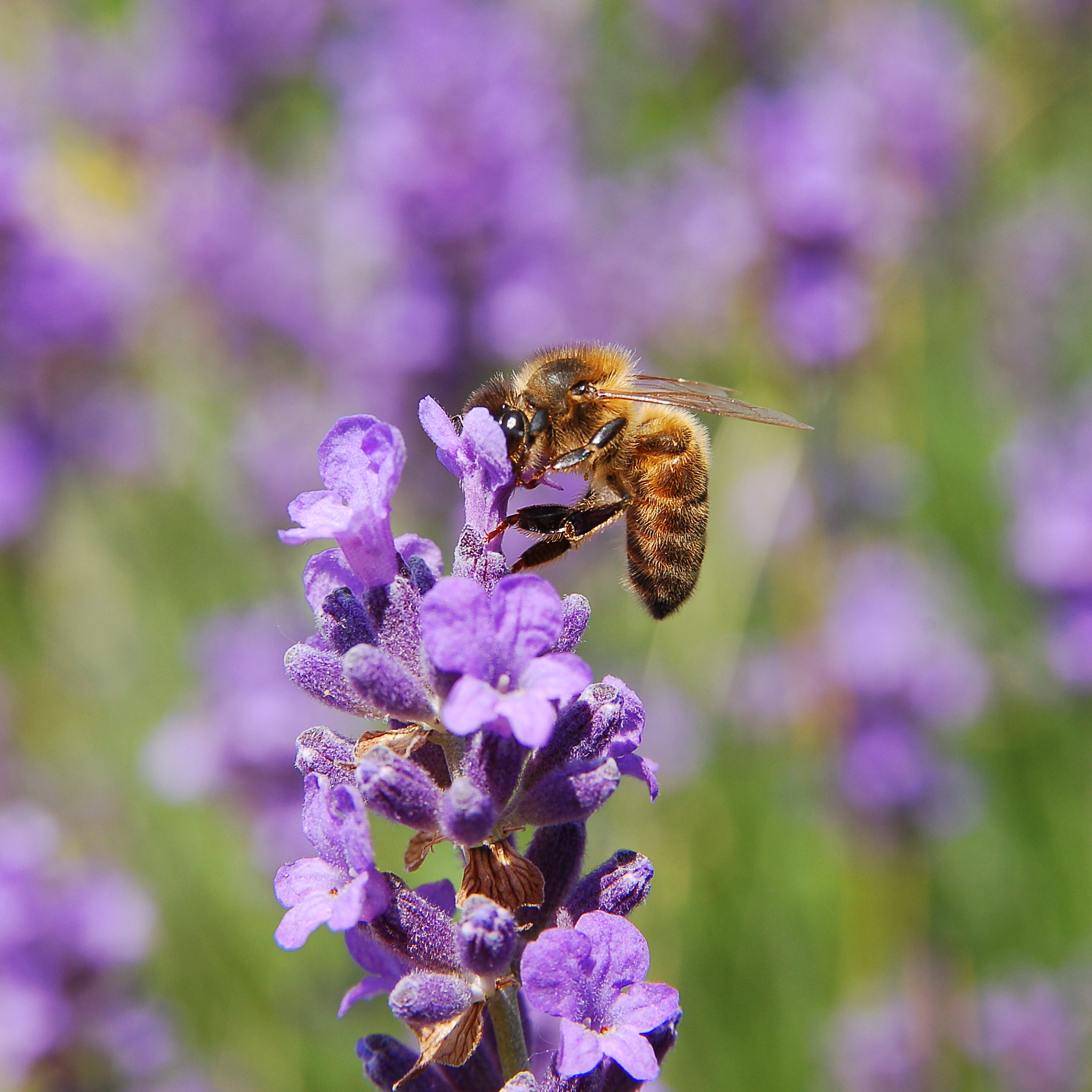
Pszczoła na lawendzie lekarskiej.

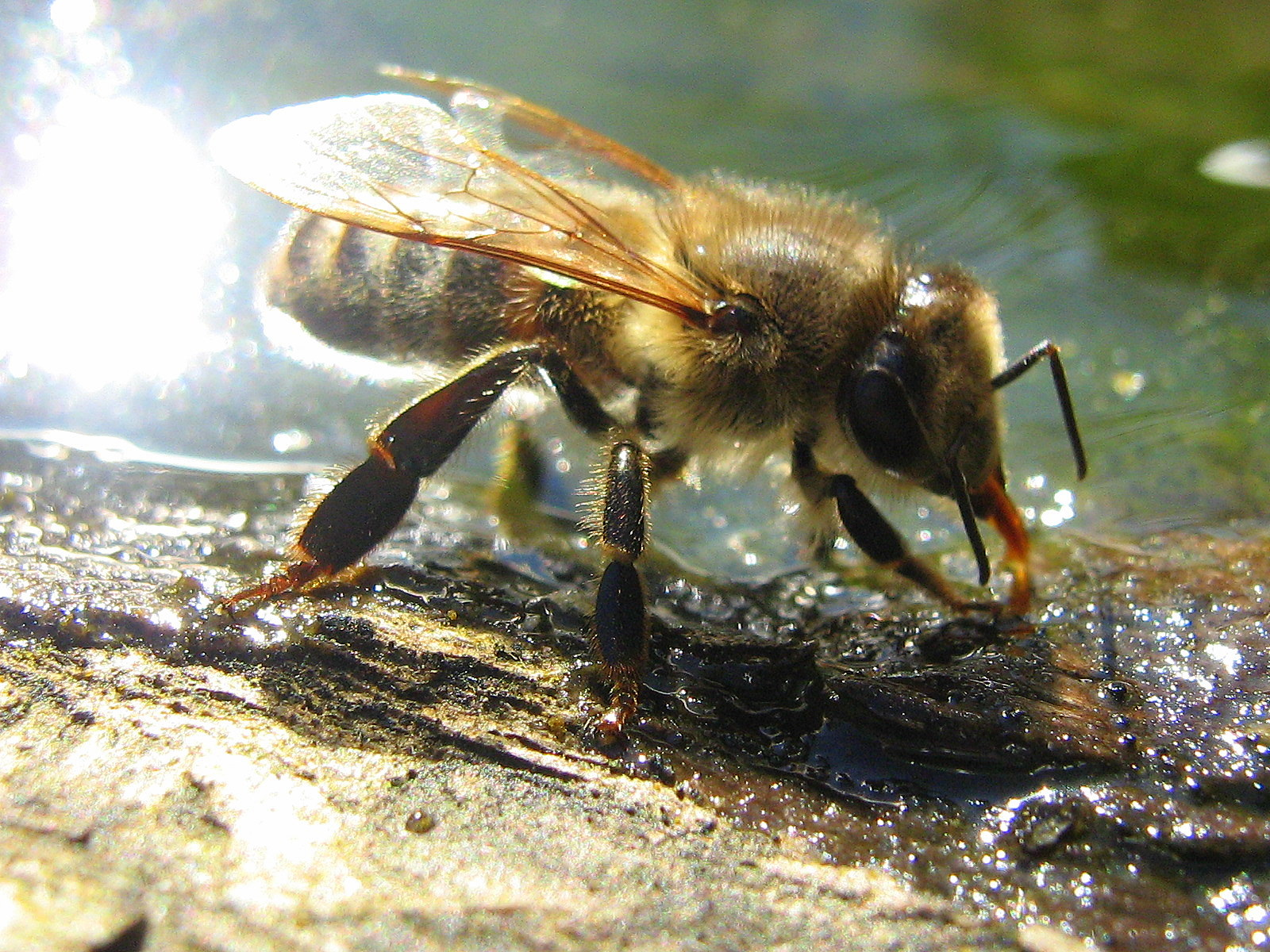
Pszczoła pijąca wodę

Pszczoła miodna jest jednym z ok. 20 000 gatunków pszczół na świecie, jednak jednym z nielicznych hodowanych na masową skalę. Spełnia ważną rolę w przyrodzie i rolnictwie ze względu na zapylanie wielu gatunków roślin. Jest jednak w wielu przypadkach mniej efektywnym zapylaczem niż dzikie pszczoły, m.in. trzmiele czy pszczoły samotne, a hodowana w zbyt dużych zagęszczeniach lub sprowadzana na obszary, gdzie nie występowała naturalnie, może zagrażać gatunkom dzikich pszczół. Negatywny wpływ może przejawiać się poprzez konkurencję do zasobów pokarmowych, ale również przez transmisję chorób od pszczoły miodnej do innych gatunków. Promowanie pszczelarstwa i zakładania nowych pasiek, jako rzekomej formy ochrony pszczół, może zatem wywierać efekt odwrotny od zamierzonego i pogłębiać problem wymierania dzikich gatunków pszczół.

## Pszczoły i ludzie

### Historia
Najstarszą zachowaną w bursztynie pszczołą jest znaleziona w New Jersey w USA robotnica trygony (Trigona), której wiek oceniono na ok. 80 mln lat, czyli na późny okres kredowy. W 1988 r. Michener i Grimaldi określili ją mianem Trigona prisca i zaliczyli do pszczół bezżądłych (Meliponinae). Kilka gatunków pszczół uznanych za społeczne, należących do wymarłego rodzaju Electrapis, znaleziono w bursztynie bałtyckim. Pszczoły te były już wyposażone w aparat do zbierania pyłku kwiatowego, co może świadczyć, że pochodzenie ich grupy systematycznej jest znacznie wcześniejsze. 

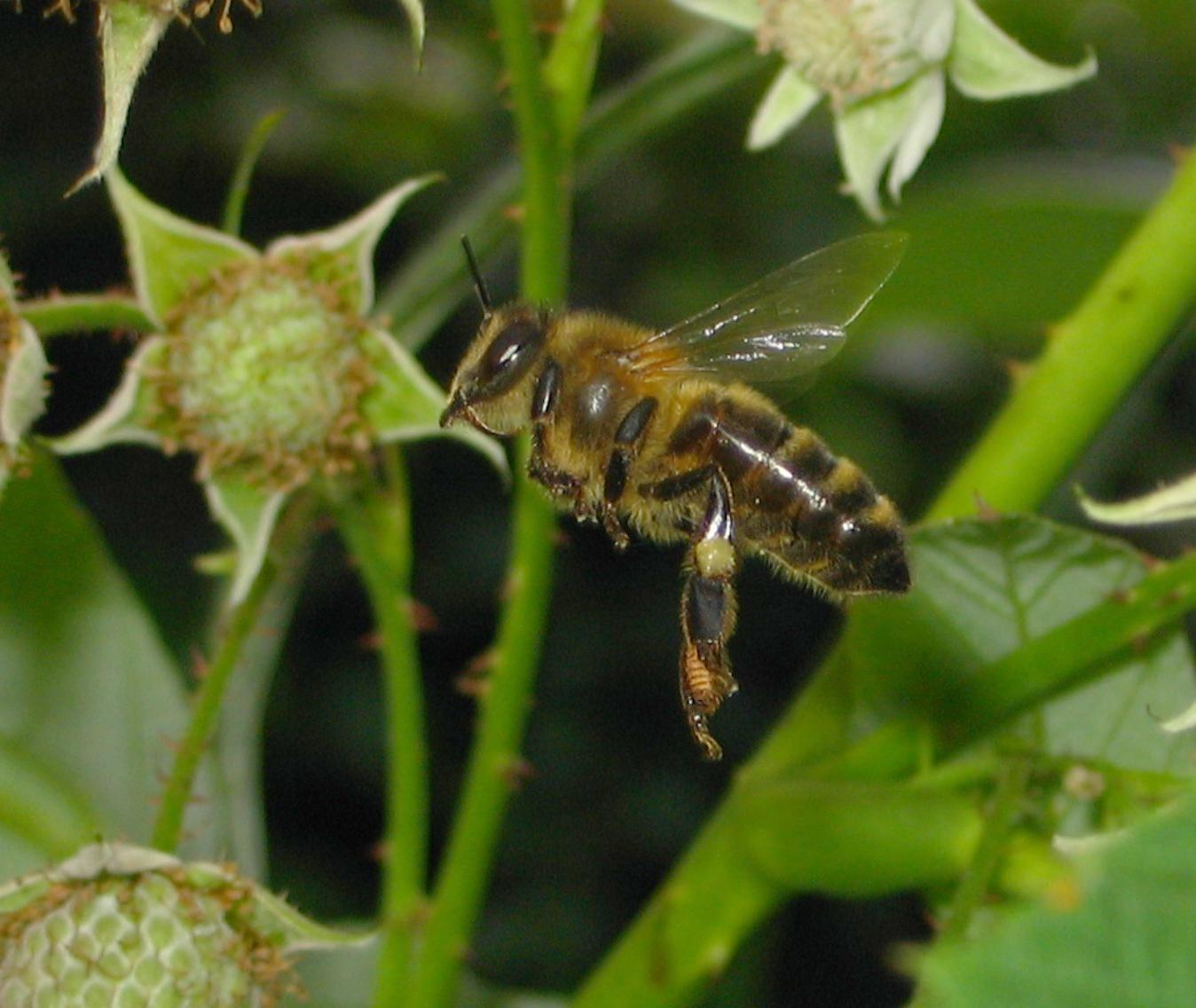
Pszczoła robotnica w locie

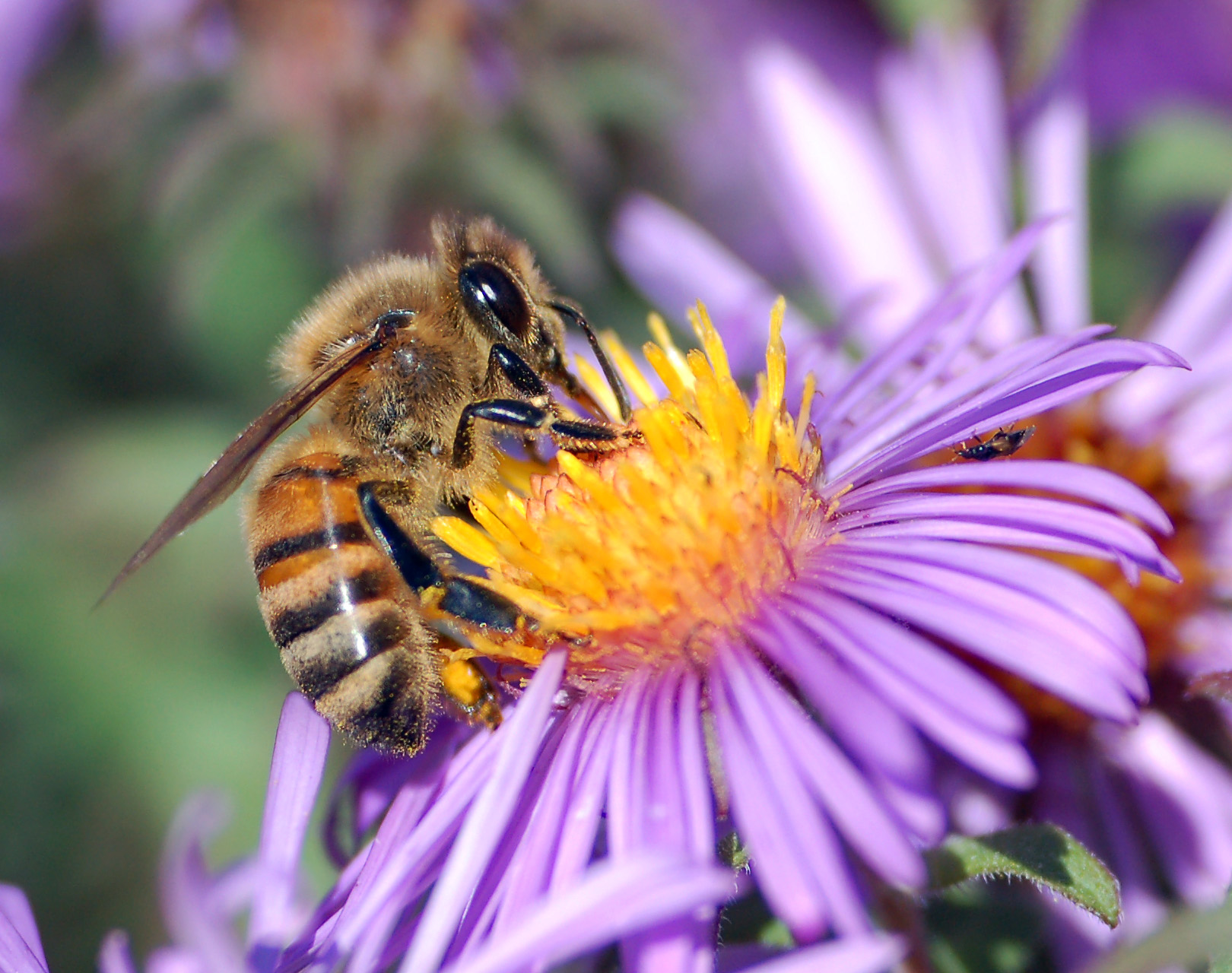

Pszczoła zawsze budziła fascynację człowieka z powodu korzyści płynących z jej działalności oraz ze względu na niezwykle skomplikowaną organizację społeczną. Według mitologii egipskiej pszczoły to łzy boga Ra. Koran też określa pszczoły jako owady święte. Grecka królewna Melissa (co znaczy „pszczoła”) karmiła Zeusa miodem, za co czekała ją nagroda godna greckich bogów: została przemieniona w pszczołę. Według starożytnych Greków, skłonnych do malowniczych porównań, na wargach Pindara i Platona przysiadały pszczoły, czyniąc ich bardziej wymownymi od innych. Celtowie i Grecy wierzyli, że hydromel – ekstrakt miodowy – zapewnia nieśmiertelność, podobnie jak umieszczenie wizerunku pszczoły na grobowcu może mieć udział w życiu wiecznym zmarłego. Dla średniowiecznych chrześcijan żądło symbolizowało słuszną karę.
Historia pszczelarstwa na Półwyspie Arabskim również sięga ok. 2000 lat p.n.e. Starożytni pisarze często wspominali o bogactwie pasiek w tym regionie. Blinos (79 r. n.e.) zauważył, że „zasoby Arabii przewyższają cały świat, ponieważ jej ziemie były bogate w lasy, kopalnie złota, nawadniane pola oraz produkowano w niej dużo miodu i wosku”. Podobnie Strabon (64 r. p.n.e. – 24 r. n.e.) uważał miód za jeden z najważniejszych produktów Arabii

### Użądlenia
Użądlenie powoduje tylko niewielki obrzęk ustępujący po kilku dniach. U niektórych osób występuje uczulenie na składniki jadu pszczelego. W takiej sytuacji użądlenie może spowodować gwałtowną reakcję alergiczną i zapaść krążeniową (wstrząs anafilaktyczny), który stanowi bezpośrednie zagrożenie życia.
Istnieje odmiana pszczoły miodnej, tzw. pszczoła miodna afrykańska (Apis mellifica scutellata), która charakteryzuje się znaczną agresywnością (tzw. pszczoły zabójcy). W 1956 roku doktor Warwick Kerr sprowadził kilkadziesiąt królowych tych pszczół w okolice São Paulo, aby uczynić Brazylię największym producentem miodu na świecie. W tym celu postanowił skrzyżować je z pszczołami europejskimi. Przez niedopatrzenie jednego z pracowników królowe z Czarnego Lądu wydostały się na wolność. Osobniki, które powstały ze skrzyżowania gatunków, odziedziczyły agresywność i płodność afrykańskiej pszczoły. Odznaczają się również wielkimi zdolnościami adaptacyjnymi. Przez ponad pięćdziesiąt lat rozprzestrzeniły się na tereny niemal całej Ameryki Południowej, Środkowej i na południu USA (stany Teksas, Nowy Meksyk, Arizona, Kalifornia, Floryda, Utah). Zbliżanie się do gniazd pszczół zabójców może sprowokować je do gwałtownego ataku. Ofiara może zostać użądlona setki razy, co wywołuje zapaść kończącą się śmiercią. Szczególną agresywność pszczoły te przejawiają wobec osób wydzielających w pocie kwas izomasłowy (bardzo częste u ludzi czarnoskórych) – wynika to z tego, że tradycyjne „pszczelarstwo” w Afryce polegało na wybijaniu pszczół w gniazdach ogniem i późniejszym wybieraniu miodu; przetrwały zatem najagresywniejsze roje atakujące obiekty wydzielające pot charakterystyczny dla ludzi. Agresję może wywołać hałas, a nawet cień lub światło odbite (np. od tarczy zegarka) padające na gniazdo.

### Pszczoły i medycyna
Odkrycia ostatnich wieków doprowadziły do powstania nowej gałęzi medycyny naturalnej, zajmującej się leczeniem przy pomocy produktów pszczelich – apiterapii. Odkryto, że nawet jad pszczeli ma korzystne działanie dla nieuczulonego nań organizmu. Przez wiele lat był jednym z głównych sposobów leczenia reumatoidalnego zapalenia stawów. Niedawno nauka uznała też lecznicze właściwości propolisu, pyłku i mleczka.

#### Miód
Miód często spożywany jest przez człowieka i zwierzęta. Pszczoła miodna została udomowiona przed tysiącami lat, a obecnie jest hodowana na całym świecie. Najstarsze ślady bartnictwa w Polsce pochodzą sprzed 2 tysięcy lat. Pierwotnie polegało ono na wybieraniu miodu z barci, czyli wydłubanych pni drzew bartnych. Na kartach historii Polski miód pierwszy raz został doceniony w roku 965 przez arabskiego podróżnika Ibrahima ibn Jakuba. W XIV wieku w statucie króla Kazimierza zostało spisane prawo bartne, rozwijane w wiekach następnych (XVI i XVII); powstawały też specjalne bractwa bartne, zazwyczaj na Mazowszu i wśród Kurpiów. W lasach zakładano bory bartne; były to obszary, na których stało co najmniej 60 barci; półborem bartnym zwano las z 30 barciami.
Tam, gdzie nie hoduje się pszczół, ludzie chętnie podbierają miód dzikim pszczołom. Pszczoły żyjące w barciach w lesie nazywano w Polsce „borówkami”, natomiast młode niedźwiedzie dobierające się do barci nazywano „bartniczkami”. Aby uchronić borówki przed bartniczkiem, zawieszano przed wejściem do barci drewniany kloc, który zasłaniał otwór. Rozłoszczony niedźwiadek uderzał łapą w kloc, ten odsuwał się, a następnie, rozkołysany przez zniecierpliwione zwierzę, powracał z impetem na miejsce właśnie w chwili, gdy niedźwiadek próbował wygarnąć miód. Kończyło się to upadkiem niedźwiedzia lub jego sromotną rejteradą. Takie urządzenie nazywano dzwonem lub samobitnią.
Miód spadziowy nie nadaje się dla pszczół na zapasy zimowe, gdyż w przeciwieństwie do miodów z nektaru kwiatowego zawiera duże ilości soli mineralnych, które pszczoły źle trawią. Jego udział w zimowej diecie może być przyczyną zimowej biegunki pszczół, a nawet osypania się (śmierci) całego roju.

#### Wosk
Wosk, podobnie jak miód, był produktem niezwykle cennym, a do tego jeszcze artykułem pierwszej potrzeby. W wiekach średnich krainy nadwiślańskie były ośrodkiem wytwarzania wosku. Mazowieccy i małopolscy bartnicy sprzedawali wosk handlarzom, którzy wywozili go do Italii i Germanii. 

#### Propolis, czyli kit pszczeli
Propolis – słowo to pochodzi z greki i oznacza tyle co „przedmurze miasta” czyli bariera ochronna – to wonna, lepka mieszanka żywic zbieranych przez pszczoły z pąków kwiatów i liści uzupełniona domieszką miodu i pyłku. Propolis służy pszczołom do uszczelniania ula. Okazało się jednak, że ma też nieocenione właściwości lecznicze. Stosowany jest jako parafarmaceutyk zarówno w medycynie naturalnej jak i weterynarii, głównie ze względu na właściwości odczulające, antyseptyczne i przeciwbólowe.

#### Pyłek
Pyłek jest przede wszystkim środkiem wzmacniającym. Zawiera białka, tłuszcze, witaminy, mikroelementy i sole mineralne. Oddziałuje pozytywnie na trawienie. Tak samo jak miód z konkretnych gatunków kwiatów ma właściwości lecznicze podobne jak roślina, z której był zebrany. Zbiera się go, zmuszając pszczoły zbieraczki do przechodzenia przez siatkę rozpostartą u wejścia do ula: część pyłku (ta na włoskach) zostaje na siatce.

#### Mleczko pszczele
Mleczko to wydzielina ślinianek pszczół robotnic. Czas karmienia mleczkiem decyduje o tym, czy larwa rozwinie się w robotnicę czy w królową, larwa robotnicy dostaje mleczko tylko przez pierwsze 3 dni. Królowa jest karmiona mleczkiem przez cały okres składania jaj. Zawiera wodę, białko, tłuszcze, witaminy i inne substancje odżywcze i ma właściwości bakteriostatyczne. Stosowane u ludzi wzmaga odporność, usuwa zmęczenie i pobudza apetyt.

### Współczesność
Pszczelarze wykorzystują fakt, że pszczoła miodna zbiera nektar w okolicy gniazda i w celu uzyskania miodu o konkretnym smaku (i właściwościach) przenoszą ule w okolice upraw lub bujnie kwitnących łąk. Wyróżnia się miód akacjowy, miód gryczany, miód lipowy, miód mniszkowy, miód wielokwiatowy, miody spadziowe (ze zbieranej w lasach spadzi).
Współczesne pszczelarstwo opiera się na hodowli rojów pszczoły miodnej w specjalnych budkach nazywanych ulami, które w pewnym momencie wyparły naturalnie wydrążone barcie. Przez wieki współżycia z pszczołami człowiek nauczył się, że rój to delikatny organizm, który może przynosić olbrzymie korzyści, pod warunkiem, iż o niego dbamy. Nauczył się dokarmiać pszczoły zimą i chronić je przed chorobami pasożytniczymi, takimi jak akarioza, warroza, nosemoza i zgnilec. Rolnicy chcący sobie zapewnić obfity plon zaczęli „wynajmować” pasieki do zapylania kwiatów. Pszczelarstwo, tak jak przed wiekami, jest zawodem darzonym dużym szacunkiem społecznym.

### Najpopularniejsze rasy hodowane przez pszczelarzy[18]
- pszczoła środkowoeuropejska
- pszczoła kaukaska
- pszczoła kraińska
- pszczoła włoska
- pszczoła buckfast

## Upamiętnienie
Pomnik pszczoły, powstały w 1987 roku, znajduje się w Kielcach na skwerku przy ulicy Stefana Żeromskiego, niedaleko Kieleckiego Centrum Kultury. Jego autorem jest Stefan Dulny. Pomnik pszczoły stoi również w mieście Ufa w Rosji.